# Liste des plus courts vols commerciaux

## Liste
La table présente ci-dessous les vols commerciaux les plus courts en distance (moins de 100 kilomètres).
| Compagnie                                                   | N° de vol                                                                         | Trajet                                                                                          | Distance (km) | Temps programmé | Type d'aéronef                           | Réf.  |
| ----------------------------------------------------------- | --------------------------------------------------------------------------------- | ----------------------------------------------------------------------------------------------- | ------------- | --------------- | ---------------------------------------- | ----- |
| Aer Arann Islands                                           | RE- . . .                                                                         | Connemara vers Inis Meáin/Inishmaan                                                             | 16,8          | 06 min          | Britten-Norman Islander                  |       |
| Aerovías DAP                                                | DAP- . . .                                                                        | Punta Arenas vers Porvenir                                                                      | 45,5          | 12 min          | Beechcraft King Air Cessna 402           |       |
| Air Calédonie                                               | 821                                                                               | Tiga vers Lifou-Wanaham                                                                         | 59,3          | 25 min          | DHC-6 Twin Otter Series 300              |       |
| Air Madagascar                                              | MD 407                                                                            | Antalaha vers Maroantsetra                                                                      | 84,8          | 30 min          | DHC-6 Twin Otter Series 300              |       |
| Air New Zealand                                             | NZ 2451                                                                           | Wellington vers Blenheim-Woodbourne (en)                                                        | 80,4          | 25 min          | Beechcraft 1900D                         |       |
| Air Saint-Pierre                                            | PJ 830/1600                                                                       | Saint-Pierre vers Miquelon                                                                      | 40            | 15 min          | Reims-Cessna F406                        |       |
| Air Seychelles                                              | HM 3124                                                                           | Praslin vers Aéroport international des Seychelles                                              | 48,9          | 15 min          | Short 360-300                            |       |
| Air Tahiti                                                  | VT 201                                                                            | Papeete vers Moorea                                                                             | 18            | 15 min          | ATR 72                                   |       |
| Air Tahiti                                                  | VT 570                                                                            | Ahe vers Manihi                                                                                 | 20            | 15 min          | ATR 72                                   |       |
| Air Tanzania                                                | TC 115                                                                            | Zanzibar vers Dar es Salaam                                                                     | 74,2          | 30 min          | Bombardier Dash 8–300                    |       |
| Air Vanuatu                                                 | NF 243                                                                            | Piste d'Ipota (en) vers Aérodrome de Dillon's Bay (en)                                          | 31,3          | 10 min          | Britten-Norman Islander                  |       |
| Alaska Airlines                                             | AS 65                                                                             | Wrangell vers Petersburg                                                                        | 52,1          | 20 min          | Boeing 737-400                           |       |
| ANA Wings                                                   | NH 1843/1844                                                                      | Tokyo Haneda vers Izu Ō-shima                                                                   | 94            | 30 min          | Bombardier DHC-8-300                     |       |
| Arkefly                                                     | OR 365                                                                            | Curaçao vers Bonaire-Flamingo                                                                   | 74,6          | 35 min          | Boeing 767-300ER                         |       |
| Aurigny                                                     | GR 202                                                                            | Guernesey vers Aurigny                                                                          | 32            | 12 min          | Britten-Norman Trislander ou Dornier 228 |       |
| Avianca                                                     | AV 9408                                                                           | Bogotá vers Villavicencio                                                                       | 82            | 25 min          | ATR 72                                   |       |
| Bahamasair                                                  | UP 337                                                                            | Aérodrome de Treasure Cay (en) vers Aéroport de Marsh Harbour                                   | 40            | 15 min          | De Havilland Canada Dash 8               |       |
| Bearskin Airlines                                           | JV 361                                                                            | Sioux Lookout vers Dryden                                                                       | 76,4          | 15 min          | Fairchild Metroliner                     |       |
| Bulgaria Air                                                | FB 985                                                                            | Varna vers Bourgas                                                                              | 77,2          | 12 min          | Embraer 190                              |       |
| Canadian North                                              | 5T 606/607                                                                        | Igloolik vers Hall Beach                                                                        | 69            | 15 min          | De Havilland Canada Dash 8               |       |
| Cape Air                                                    | 9K 153/167                                                                        | Aéroport municipal de Barnstable (en) vers Aéroport de Martha's Vineyard (en)                   | 41            | 18 min          | Cessna 402                               |       |
| Caribbean Airlines                                          | BW 1500-1550                                                                      | Trinité vers Tobago                                                                             | 72            | 15 min          | ATR 72-600 Boeing 737-800                |       |
| Cayman Airways                                              | KX 4421                                                                           | Aérodrome de Cayman Brac (en) vers Aérodrome de Petite Caïman                                   | 22            | 10 min          | DHC-6 Twin Otter Series 300              |       |
| Coastal Aviation (en)                                       | SC-DAR-ZNZ, SC-ZNZ-DAR                                                            | Zanzibar vers Dar es Salaam                                                                     | 74,2          | 20 min          | Cessna 208 Caravan                       |       |
| Comores Aviation international                              | KR 330                                                                            | Mohéli vers Anjouan-Ouani                                                                       | 74,3          | 20 min          | Let L-410 Turbolet                       |       |
| Copenhagen Air Taxi                                         | CAT 110                                                                           | Anholt vers Læsø                                                                                | 73            | 20 min          | Partenavia P.68 Britten-Norman Islander  |       |
| Daily Air                                                   | DA 73 . .                                                                         | Taïtung vers Île Verte                                                                          | 38,6          | 15 min          | Dornier 228                              |       |
| Ravn Alaska                                                 | ZH835                                                                             | Aérodrome de Kenai (en) vers Anchorage                                                          | 95            | 25 min          | Bombardier Q400 Beechcraft 1900D         |       |
| Ethiopian Airlines                                          | ET831                                                                             | Kinshasa vers Brazzaville                                                                       | 26            | 25 min          | Boeing 787-8                             |       |
| Fiji Airways                                                | FJ 181                                                                            | Nadi vers Malololailai (en)                                                                     | 24,9          | 10 min          | Britten-Norman Islander                  |       |
| Finist'Air                                                  | FTR01                                                                             | Brest vers Ouessant                                                                             | 46            | 15 min          | Cessna 208 Caravan                       | [ 1 ] |
| First Air                                                   | 7F 822                                                                            | Igloulik vers Sanirajak                                                                         | 69            | 25 min          | ATR 42-300                               |       |
| Flybe                                                       | BEE 2117                                                                          | Helsinki vers Tallinn                                                                           | 83            | 23 min          | ATR 42-300                               |       |
| Freedom Air (en)                                            | FP 101                                                                            | Saipan vers Tinian                                                                              | 17,4          | 10 min          | Piper PA-31 Navajo                       |       |
| Garuda Indonesia                                            | GA 4301                                                                           | Denpasar (Bali) vers Banyuwangi                                                                 | 96,7          | 35 min          | ATR 72-600                               |       |
| Gulf Air                                                    | GF 101/103/117                                                                    | Bahreïn vers Dammam                                                                             | 97            | 35 min          | Airbus A320-200                          |       |
| Hapagfly                                                    | HF 7102                                                                           | Boa Vista vers Sal                                                                              | 75,1          | 40 min          | Boeing 737                               |       |
| Horizon Air                                                 | QX2216                                                                            | Aérodrome régional de Pullman-Moscow (en) vers Aérodrome du comté de Lewiston - Nez Percés (en) | 40            | 25 min          | Bombardier Q400                          |       |
| Island Air                                                  | WP 303                                                                            | Molokai vers Lanai                                                                              | 43            | 10 min          | De Havilland Canada Dash 8               |       |
| Isles of Scilly Skybus (en)                                 | IOS 203/233                                                                       | Land's End vers St Mary des Sorlingues/Scilly                                                   | 50            | 20 min          | Britten-Norman Islander                  |       |
| Japan Air Commuter                                          | JAC3830-JAC3836                                                                   | Amami Oshima vers Kikaijima                                                                     | 25            | 20 min          | Saab 340                                 |       |
| Jazz Air                                                    | QK 8259                                                                           | Vancouver vers Nanaimo                                                                          | 54,5          | 20 min          | De Havilland Canada Dash 8               |       |
| Kan Air                                                     | KND 741                                                                           | Chiang Mai vers Pai                                                                             | 87            | 30 min          | Cessna 208 Caravan                       |       |
| LAN Colombia                                                | LA 3246                                                                           | Bogotá vers Aéroport de Villavicencio (es)                                                      | 82            | 25 min          | De Havilland Canada Dash 8               |       |
| LIAT                                                        | LI 368                                                                            | Saint John's-V. C. Bird vers Newcastle (Nevis) - Vance W. Amory (en)                            | 86            | 30 min          | De Havilland Canada Dash 8               |       |
| Loganair                                                    | LOG312/LOG313                                                                     | Westray vers Papa Westray                                                                       | 2,73          | 02 min          | Britten-Norman Islander                  |       |
| Lufthansa                                                   | LH 632                                                                            | Bahreïn vers Dammam                                                                             | 86            | 30 min          | Airbus A330-300                          |       |
| Luxair                                                      | LG 9561/9451/9563                                                                 | Luxembourg vers Sarrebruck                                                                      | 80            | 30 min          | Bombardier Dash 8–400 ERJ 145            |       |
| MASwings                                                    | MH 3563                                                                           | Miri vers Aérodrome de Marudi                                                                   | 45            | 20 min          | DHC-6 Twin Otter                         |       |
| Maya Island Air                                             | MW 2100                                                                           | Aérodrome de Caye Chapel vers Aérodrome de Caye Caulker                                         | 3,8           | 02 min          | Cessna 208 Caravan                       |       |
| New England Airlines (en)                                   | EJ 123                                                                            | Block Island vers Aéroport de Westerly (en)                                                     | 28            | 12 min          | Britten-Norman Islander                  |       |
| New Japan Aviation (en)                                     | NJA 101 102 103 104                                                               | Niigata vers Aérodrome de Sado (ja)                                                             | 63            | 25 min          | Britten-Norman Islander                  |       |
| Brava Linhas Aéreas (en)                                    | NHG 4515                                                                          | Rio Grande vers Pelotas                                                                         | 43,1          | 15 min          | Let L-410 Turbolet                       |       |
| Flugfélag Íslands (Norlandair)                              | FNA 565                                                                           | Vopnafjörður vers Þórshöfn                                                                      | 60            | 15 min          | DHC-6 Twin Otter Series 300              | [ 2 ] |
| Norwegian Air Shuttle                                       | DY 1570                                                                           | Varna vers Bourgas                                                                              | 78,7          | 30 min          | Boeing 737                               |       |
| Olympic Air                                                 | OA 34                                                                             | Karpathos vers Kassos                                                                           | 22            | 05 min          | De Havilland Canada Dash 8               |       |
| Oriental Air Bridge partage de code avec All Nippon Airways | ORC 41 42 45 46 47 48 NH 4641 4642 4645 4646 4647 4648                            | Nagasaki vers Iki                                                                               | 93            | 30 min          | Bombardier DHC-8-200                     |       |
| Pacific Wings                                               | LW 270/280/290                                                                    | Aéroport de Molokai (en) vers Aérodrome de Kalaupapa (en)                                       | 14,2          | 10 min          | Cessna 208 Caravan                       |       |
| PenAir                                                      | KS 701                                                                            | Manokotak vers Twin Hills                                                                       | 69,8          | 10 min          | Piper PA-31 Navajo                       |       |
| Passaredo Linhas Aéreas (pt)                                | Y8 2359                                                                           | Marília vers Bauru                                                                              | 87            | 20 min          | Embraer 145                              |       |
| Precision Air                                               | PW 450, PW 713, PW 715, PW 730                                                    | Zanzibar vers Dar es Salaam                                                                     | 74,2          | 15 min          | ATR 42                                   |       |
| Qantas                                                      | QF 2300, QF 2331                                                                  | Rockhampton vers Gladstone                                                                      | 91,8          | 25 min          | Bombardier Dash 8–400                    |       |
| Regional Express                                            | ZL 456/464/472/473                                                                | Narrandera-Leeton vers Griffith                                                                 | 63,5          | 25 min          | Saab 340                                 |       |
| Regional Pacific Airlines (en)                              | QT 120                                                                            | Sue Island vers Yam Island                                                                      | 34,7          | 15 min          | Britten-Norman Islander                  |       |
| Ryukyu Air Commuter                                         | RAC835/RAC836                                                                     | Aérodrome de Minami-Daito (ja) vers Aérodrome de Kita-Daito (ja)                                | 12            | 15 min          | Bombardier Dash 8                        |       |
| Sansa Airlines (en)                                         | RZ 602                                                                            | San José-J. Santamaría vers Quépos                                                              | 54,1          | 34 min          | Cessna 208 Caravan                       |       |
| SATA                                                        | SP 904                                                                            | Flores vers Corvo                                                                               | 27            | 15 min          | De Havilland Canada Dash 8               |       |
| Satena (es)                                                 | 9R 8756                                                                           | Tame vers Saravena                                                                              | 58            | 20 min          | ATR 42                                   |       |
| Seaborne Airlines                                           | BB 164                                                                            | Saint-Thomas vers Sainte-Croix                                                                  | 71,3          | 25 min          | DHC-6 Twin Otter Series 300              |       |
| SkyKing Limited (en)                                        | RU 8510                                                                           | Aéroport de Grand Turk (en) vers Aéroport de Salt Cay (en)                                      | 38,9          | 10 min          | DHC-6 Twin Otter Series 300              |       |
| Sun Air Express (en)                                        | LW 2452                                                                           | Washington Dulles vers Hagerstown, MD                                                           | 84,5          | 40 min          | Piper PA-31 Navajo                       |       |
| Swiss Global Air Lines (en)                                 | LX 2990                                                                           | Zürich vers Bâle-Mulhouse-Fribourg                                                              | 79            | 35 min          | Avro RJ100                               |       |
| TAAG                                                        | DT 166                                                                            | Soyo vers Cabinda                                                                               | 62,7          | 20 min          | Boeing 737-700                           |       |
| TAM Linhas Aéreas                                           | JJ 3675                                                                           | São Paulo-Guarulhos vers Viracopos Campinas                                                     | 80,6          | 20 min          | Airbus A320-200                          |       |
| TAM Linhas Aéreas                                           | TE 6865                                                                           | Macaé vers Campos dos Goytacazes[Information douteuse]                                          | 86,2          | 15 min          | Let L-410 Turbolet                       |       |
| Trip Linhas Aéreas                                          | T4 5404                                                                           | São Paulo-Guarulhos vers Viracopos Campinas                                                     | 80,6          | 20 min          | Embraer 190                              |       |
| Tropic Air                                                  | PM 10/11, PM 210/211, PM 230/231, PM 250/251, MP 270/271, PM 290/291, PM2100/2111 | Aérodrome municipal de Bélize City vers Aérodrome de Caye Caulker                               | 30            | 10 min          | Cessna 208 Caravan                       | [ 3 ] |
| Uni Air                                                     | B7 639                                                                            | Chiayi vers Makung                                                                              | 81,9          | 30 min          | De Havilland Canada Dash 8               |       |
| United Airlines                                             | UA 1746/51                                                                        | Rota vers Guam                                                                                  | 90            | 34 min          | Boeing 737-700                           |       |
| Widerøe                                                     | WF 934                                                                            | Kirkenes vers Aéroport de Vadsø (no)                                                            | 38,6          | 15 min          | Bombardier Dash 8–100                    |       |
| Winair                                                      | WM 441                                                                            | Saint-Martin vers Saba                                                                          | 48            | 12 min          | DHC-6 Twin Otter Series 300              |       |
| Wings of Alaska (en)                                        | KS 242                                                                            | Aérodrome de Skagway (en) vers Aérodrome de Haines (en)                                         | 28,6          | 15 min          | Grand Caravan                            |       |
| ZanAir (en)                                                 | B4 303                                                                            | Zanzibar vers Dar es Salaam                                                                     | 74,2          | 20 min          | Let L-410 Turbolet                       |       |
| Fastjet                                                     | FN 201/952                                                                        | Zanzibar vers Dar es Salaam                                                                     | 74,2          | 30 min          | Airbus A319-100                          |       |

## Dessertes stoppées
| Compagnie | N° de vol    | Trajet                  | Distance (km) | Temps programmé | Type d'aéronef  | Réf.  |
| --------- | ------------ | ----------------------- | ------------- | --------------- | --------------- | ----- |
| Twin Jet  | T7 5011/5015 | Bergerac vers Périgueux | 48            | 35 min          | Beechcraft 1900 | [ 5 ] |